# 山田晃睦
山田 晃睦（やまだ てるよし、1934年4月16日 - 2006年10月30日）は、元札幌テレビアナウンサー、元栗沢町の町長。

## 経歴
- 現在の北海道岩見沢市栗沢町北斗にあった山田農場で育った。
- 造船会社社員を経て札幌テレビ放送にアナウンサーとして入社。アナウンス部長を務めた[2]。
- 1987年4月に栗沢町長選挙に出馬、他の新人に1千数百票の差をつけて初当選。町長時代にはデンマークやドイツを視察した際、都市に住む家族が週末に美しい庭付きの小屋で農園の暮らしを楽しむ様子を見てきたのがきっかけとなり、都市と農村の交流を訴え、1998年に滞在型の貸し農園（クラインガルテン）を整備。北村と共に岩見沢市へ編入になるのを機に、4期目の途中の2006年3月で失職。同年、腎不全により72歳で死去。

## 同期のアナウンサー
- 青井武保、石橋雄哉（元代表取締役社長）、佐藤恵一、杉本紀夫、加山みよ子、金子レイ子、菊地トキ子、桜沢政子、浜野順子、藤森美佐子